# Trêve de Bordeaux
Valognes (1355) Berwick (1357)
La trêve de Bordeaux, signée le 23 mars 1357 à la suite de la défaite subie à Poitiers en septembre 1356 par le roi de France Jean le Bon face au Prince Noir, est la quatrième trêve conclue entre Français et Anglais depuis le début de la guerre de Cent Ans (1337).
La trêve est prévue pour une durée d'un an.

## Contexte

### La défaite française de Poitiers (19 septembre 1356)
La défaite de Poitiers a pour conséquence la capture (entre autres) du roi de France Jean le Bon (1319-1364) et de son fils Philippe le Hardi (1342-1404) par le fils aîné du roi d'Angleterre Édouard III, Édouard de Woodstock, prince de Galles, dit « le Prince Noir » (1330-1376), qui est aussi son lieutenant en Guyenne. La Guyenne (incluant Bordeaux) est le dernier fief encore détenu dans le royaume de France par le roi d'Angleterre, qui par ailleurs revendique la couronne de France, en tant que petit-fils de Philippe le Bel. 
Depuis septembre 1356, les prisonniers royaux résident donc à Bordeaux, dans des conditions correctes, au palais de l'Ombrière (aujourd'hui disparu).

### Le problème politique de la captivité de Jean le Bon
Selon les instructions du roi d'Angleterre, le prisonnier doit être amené à Londres. Mais la noblesse de Guyenne et de Gascogne, qui a combattu à Poitiers au service du Prince Noir, s'oppose à cette solution : elle veut garder le roi de France sous son contrôle.
Le Prince Noir est donc amené à négocier. Il est d'abord prévu que Jean le Bon soit libéré contre le paiement d'une rançon. Mais Édouard III maintient son exigence de transfert en Angleterre. Le Prince Noir doit dédommager la noblesse locale pour obtenir son accord.

## Termes du traité de trêve
- trêve d'un an

## Suites
Le 11 avril 1357, le Prince Noir part pour l'Angleterre avec le roi de France et son fils. Ils vont y passer trois ans, dans différents lieux de résidence, notamment à la Tour de Londres en 1360. 